# Samger FC
Der Samger Football Club (in der Presse oft „The Academy Boys“ betitelt) ist ein Fußballverein aus Serekunda-Kanifing im westafrikanischen Staat Gambia, der größten Stadt des Landes. Der Verein spielt in der höchsten Liga im gambischen Fußball, in der GFA League First Division, und ist nach dem Abstieg nach der Saison 2006 in die GFA League Second Division nach einem Jahr für die Saison 2008 wieder aufgestiegen. Die Saison 2008 wurde erfolgreich mit dem zweiten Platz abgeschlossen, die Meisterschaft wurde noch nie gewonnen.

## Geschichte
Erstmals in Erscheinung trat der Samger FC in der Saison 2004/05, damals spielten sie in der zweiten Liga. Der Verein gehört zu der 2003 gegründeten Cherno Samba Academy, die nach Cherno Samba benannt ist, einem erfolgreichen gambischen Spieler im Vereinigten Königreich.
Trainiert wird die Mannschaft von Sulayman Kuyateh.

## Bekannte Spieler
- Emmanuel Gómez (ehemaliger U-20 Nationalspieler von Gambia)
- Buba Jallow (ehemaliger U-17 Nationalspieler von Gambia)
- Haruna Jammeh (ehemaliger U-20 Nationalspieler von Gambia, derzeit unter Vertrag bei Honvéd Budapest)
- Abdul Azziz Mendy (ehemaliger U-17 Nationalspieler von Gambia)
- Buba Sama (ehemaliger U-17 Nationalspieler von Gambia)
- Lamin Sarjo Samateh (ehemaliger U-17 und U-20 Nationalspieler von Gambia)